# Перша п'ятирічка (Трстенік)
Футбольний клуб «Перша п'ятирічка» (Трстенік) або просто «Перша п'ятирічка» (серб. Фудбалски клуб Прва петолетка Трстеник) — професійний сербський футбольний клуб з міста Трстеніка. Зараз команда виступає в Сербській лізі Схід, третьому за силою чемпіонаті Сербії з футболу.

## Історія
Футбол в місті офіційно відродився в 1920 році. Перші матчі проходили на стадіоні «Вашарішта», а першу футбольну команду заснували студенти та робітники, вона виступала під назвою «Раднички» («Робітники»). Пізніше команда мала назву «Трговачки» («Торговці»), згодом — «Танкосич». В 1926 році команда знову змінила свою назву, цього разу на «Хайдук». Зелений колір став домінуючим в клубі. «Хайдук» виступав у субфедерації Крушевац. Незадовго до початку Другої світової війни клуб знову змінив свою назву, цього разу на «Грачански» (Громадянський), а пізніше — «Їр Богдан». В 1946 році він виступав уже під назвою — «Чайка», пізніше — «Морава», і, нарешті, — «Перша п'ятирічка».